# Czanowicze
Czanowicze (biał. Чанавічы, Czanawiczy; ros. Чановичи, Czanowiczi) – wieś na Białorusi, w obwodzie mińskim, w rejonie nieświeskim, w sielsowiecie Łań, w pobliżu źródeł Łani.

## Historia
W dwudziestoleciu międzywojennym wieś i osada leżące w Polsce, w województwie nowogródzkim, w powiecie nieświeskim, w gminie Łań. W 1921 wieś liczyła 441 mieszkańców, zamieszkałych w 81 budynkach, w tym 440 Białorusinów i 1 Polaka. 430 mieszkańców było wyznania prawosławnego, 8 mojżeszowego i 3 rzymskokatolickiego. Osada liczyła zaś 12 mieszkańców, zamieszkałych w 2 budynkach, wyłącznie Białorusinów. 7 mieszkańców było wyznania rzymskokatolickiego i 5 prawosławnego.
Po II wojnie światowej w granicach Związku Sowieckiego. Od 1991 w niepodległej Białorusi.